# Велцхајм
Велцхајм (њем. Welzheim) град је у њемачкој савезној држави Баден-Виртемберг. Једно је од 31 општинског средишта округа Ремс-Мур. Према процјени из 2010. у граду је живјело 11.126 становника. Посједује регионалну шифру (AGS) 8119084.

## Географски и демографски подаци
Велцхајм се налази у савезној држави Баден-Виртемберг у округу Ремс-Мур. Град се налази на надморској висини од 503 метра. Површина општине износи 38,0 km². У самом граду је, према процјени из 2010. године, живјело 11.126 становника. Просјечна густина становништва износи 293 становника/km².